# Grand Junction Railway
Grand Junction Railway (GJR), произносится Гранд Джа́нкшен Рэ́йлуэй — одна из первых железнодорожных компаний Великобритании, образованная в 1833 году. В 1846 году вместе с ещё несколькими дорогами образовала London and North Western Railway. Линия, построенная компанией, стала первой магистральной линией Англии, и, возможно, первой в мире междугородной железной дорогой с паровой тягой.
В настоящее время бывшие маршруты GJR образуют центральную часть West Coast Main Line.

## История
Grand Junction Railway была образована во второй половине 1832 года путём объединения двух конкурирующих компаний: Birmingham and Liverpool Railway и Liverpool and Birmingham Railway. Парламент одобрил слияние 6 мая 1833 года, проект развития дороги выполнили Джордж Стивенсон и Джозеф Лок. Grand Junction Railway открылась 4 июля 1837 года. Её первоначальная длина составила 132 км от Бирмингема через Перри, Барр и Бескот до Вулвергемптона, затем в Стаффорд, Кру и Уоррингтон, откуда по существующей железной дороге Warrington and Newton Railway до соединения с железной дорогой Ливерпуль — Манчестер на треугольном перекрестке в Ньютон-Джанкшен. В Кру были построены основные производственные мощности GJR на замену старым мастерским в Эдж-Хилле (Ливерпуль).
Временным конечным пунктом в Бирмингеме стала станция в Воксхолле :12. В январе 1838 года на дороге появилось передвижное почтовое отделение — вагон, где почта сортировалась во время движения. По предложению Фредерика Карстадта, инспектора Главпочтамта[уточнить], под нужды почтовой службы приспособили вагон для перевозки лошадей. Сын Карштадта стал одним из двух почтовых служащих, занимавшихся сортировкой.
После открытия 17 сентября 1838 года London and Birmingham Railway, поезда стали ходить до станции Керзон-стрит и обратно, ставшей пересадочной между поездами обеих дорог. Так обеспечивалось пассажирское сообщение между Ливерпулем, Манчестером и Лондоном. Маршрут от Керзон-стрит до Воксхолла в основном проходил по Бирмингемскому виадуку. Мост имел 28 арок, каждая 9,4 м шириной и 8,5 м высотой и пересекал реку Ри.
В 1840 году GJR поглотила Chester and Crewe Railway буквально накануне её открытия. Считая себя частью большой железнодорожной сети, компания поощряла развитие железной дороги North Union Railway, которая продлевала пути до Престона, а также инвестировала в Lancaster and Carlisle Railway и Caledonian Railway. В 1845 году GJR объединился с Liverpool and Manchester Railway и укрепил свои позиции, купив North Union Railway совместно с Manchester and Leeds Railway.
В 1841 году компания назначила капитана Марка Хьюиша секретарем железной дороги. Хьюиш был безжалостен в развитии бизнеса и внёс значительный вклад в успех компании.
В 1846 году GJR объединилась с London and Birmingham Railway и Manchester and Birmingham Railway, в результате образовалась London and North Western Railway. После консолидации 1923 года она стала частью London, Midland and Scottish Railway.

## Доходы
GJR был весьма прибыльным предприятием, с первых же лет выплачивая дивиденды в размере не менее 10 % и к моменту потери самостоятельности имея стоимость более 5,75 млн фунтов стерлингов (£546 940 000 в ценах 2018 года).

## Локомотивы
Из локомотивов GJR сохранился танк-паровоз Columbine типа 1-1-1, построенный в 1845 году на заводе в Кру. Он находится в Музее науки в Лондоне. Разработанный Александром Алланом, он был первым стандартизованным локомотивом Great Central Railway. Носил номер 49. Выведен из эксплуатации в 1902 году как № 1868 Лондонской и Северо-Западной железной дороги.